# Халикотериевые
Халикотериевые, или халикотерииды (лат. Chalicotheriidae) — семейство вымерших непарнокопытных. Название происходит от др.-греч. χαλιξ/khalix, khalik-: галька/гравий + θηρίον/thērion, уменьш. от θηρ/thēr : зверь.
Жили со среднего эоцена по ранний плейстоцен (46,2 млн лет назад — 781 тыс. лет назад), достигли наибольшего разнообразия в миоцене. Центром наибольшего видового разнообразия была Азия, хотя представители семейства встречаются также в Европе, Африке и Америке.

## Особенности строения
Размеры варьировались от овцы до крупной лошади, на которую они, вероятно, были несколько похожи внешне, а также строением черепа. Длина тела Borissiakia и Moropus достигала 3,5 м, высота в холке 2,5 м, вес до 1 тонны. Самцы несколько крупнее самок. Некоторые роды обладали длинной шеей. Передние ноги длинные, четырёхпалые или трёхпалые, задние сравнительно короткие и массивные, трёхпалые. Костные элементы стопы шире и короче, чем у кисти, что указывает на способность выдерживать значительную нагрузку. У отдельных видов с длинной кистью кости кисти частично срастались продольно, что придавало им прочность. Наиболее развит 2-й палец, а не 3-й, как у других непарнокопытных. Пальцы оканчивались большими расщеплёнными когтевыми фалангами, на которых были не копыта, а толстые когти.
Черепа халикотериевых, в противоположность конечностям, лишены особых черт специализации и напоминают черепа ранних безрогих бронтотериид. Лицевой отдел укороченный, мозговой длинный и уплощенный, скуловая дуга существенно удлинена, лобная часть черепа довольно широкая. На черепах Tylocephalonyx и Kalimantsia развивался крупный костный нарост, предназначенный для бодания во время внутривидовых поединков. Носовые кости заметно приподняты, носовое отверстие широкое, но носовая вырезка практически отсутствует. Очевидно, при жизни у животных были очень широкие ноздри; назначение этого признака неясно. Нижняя челюсть с длинным и узким симфизным отделом.
Резцы и клыки небольшие, коренные зубы бугорчато-гребенчатого типа. Резцы и отчасти клыки у наиболее продвинутых форм в той или иной степени редуцированы. Щёчные зубы с довольно низкой коронкой, общий тип строения промежуточный между тапироидными (частично развиты поперечные гребни) и бронтотериевым. Характер строения зубной коронки указывает на питание в основном мягкими частями растений.
Основываясь на ряде особенностей в строении халикотериевых, советский палеонтолог А. А. Борисяк считал, что животные для добывания пищи, главным образом листьев, цеплялись за стволы деревьев. Другие учёные (например, австрийский палеонтолог О. Абель) полагают, что халикотериевые с помощью передних ног добывали из земли корни и клубни, которыми питались, однако характер сочленения костей анцилопод едва ли допускает активное копание плотного грунта. Присутствие халикотериев в ископаемой фауне считается указанием наличия древесно-кустарниковой растительности в данной местности во времена их существования.

## Систематика
Ранние эоценовые виды относят к самостоятельному семейству Eomoropidae. Олигоценовые и более поздние представители семейства разделяются на два подсемейства: халикотериины и шизотериины.
Халикотериины (Chaliicotheriinae, представитель — Anisodon) населяли только влажные леса с сомкнутым пологом, никогда не жили в Америке и приобрели очень необычную для копытного анатомию. У них более короткие шеи, а голова больше похожа на лошадиную и не показывает никаких приспособлений, чтобы тянуться вверх. Вместо этого у них очень длинные передние конечности с подвижным плечевым суставом и крючкообразными когтями. Таз и задние конечности указывают на способность подолгу стоять на четырёх конечностях и сидеть во время кормления, как это делает современная обезьяна гелада. Некоторые палеонтологи прошлого полагали, что когти нужны были им, чтобы выкапывать клубни и коренья, но их зубы указывают на потребление мягкого корма, и исследования износа зубов указывают, что они поедали плоды и семена. Их передние конечности были приспособлены, чтобы тянуться, схватывать, срывать и подносить плоды ко рту. Они не умели втягивать большие когти передних конечностей, поэтому ходили, опираясь на костяшки пальцев передних конечностей. Анатомия, положение тела и локомоция халикотериин демонстрируют конвергентное сходство с другими крупными травоядными, которые кормились, временно принимая двуногое положение — с гигантскими наземными ленивцами, гориллами и гигантской пандой. Сходство с гориллами и ленивцами наблюдается также в пропорциях тела.
Шизотериины (Schizotheriinae, представитель — Moropus) более продвинуты по сравнению с халикотериинами, имеют более высококоронковые моляры. Жили в разнообразных лесах, редколесьях и саваннах Африки, Азии, Северной и Центральной Америки. Они приобрели длинную шею и особенности черепа, указывающие, что у них были длинные далеко высовывающиеся языки, позволяющие им кормиться по аналогии с современными жирафами. Пропорции тела у представителей этого подсемейства более типичны для копытных и напоминают окапи. Сильные задние конечности и удлинённый таз указывают на то, что они могли подниматься на задние ноги, как сейчас делают козы, и использовать передние конечности, чтобы подгибать ветки, до которых не могут дотянуться языком. Когти были втяжными, и звери ходили, опираясь в норме на нижнюю часть стопы. Исследования зубов показывают, что они поедали листья, ветки, плоды и кору.

## Эволюция и распространение
Впервые халикотерии появляются в палеонтологической летописи в эоцене Азии около 46 млн лет назад. Считается, что они появились здесь, но уже в эоцене они встречаются в Северной Америке, где вымерли к концу среднего эоцена. Ранние халикотерии классифицируются как семейство Eomoropidae; неясно, были ли у них когти, и каким образом от них произошли два более поздних подсемейства. Прогрессивные халикотериины достигли Северной Америки на рубеже олигоцена и миоцена по Берингийскому перешейку и далее расселились на юг до Центральной Америки. В Европу расселялись представители обоих подсемейств.
В Африку халикотерии расселялись неоднократно. Халикотериины ограничены здесь лишь базальным видом Butleria rusingensis из раннего миоцена. Более поздние африканские халикотерии принадлежат к подсемейству шизотериин и относятся к следующим видам: Ancylotherium hennigi, Ancylotherium cheboitense и «Chemositia» tugenensis.
В плиоцене халикотерии сталкиваются с конкуренцией со стороны наземных ленивцев в Северной Америке и человекообразных обезьян в Африке и Европе, после чего их видовое разнообразие снижается. В Африке Ancylotherium hennigi был последним представителем Schizotheriinae в мире. В Азии последним представителем семейства был халикотериин Nestoritherium sivalense из раннего плейстоцена Китая и Мьянмы (0,781 млн лет назад).
Родственные связи халикотериев с другими группами непарнокопытных на настоящий момент неясны. Их родственниками, по последним данным кладистического анализа, является семейство Lophiodontidae, с которым они объединяются в инфраотряд Ancylopoda (иногда поднимаемый до ранга подотряда), сестринский по отношению к современным непарнокопытным (Equoidea+Ceratomorpha), и бронтотерии являются их самыми дальними родственниками в границах отряда. К числу анцилопод также относят семейство Isectolophidae и архаичных халикотериев Eomoropidae. Однако в настоящее время существуют различные взгляды на систематическое положение халикотериев внутри отряда непарнокопытных.

## Палеонтологическая летопись
Когда в 1833 году палеонтолог Йоханн Якоб Кауп впервые обнаружил ископаемые остатки этих животных в Германии, учёные сочли, что скелет зверя напоминает скелет очень мускулистой лошади с длинными передними конечностями. В этих же отложениях были обнаружены многочисленные изогнутые когти, которые нельзя было соотнести ни с одним из животных в данном местонахождении. По внешнему сходству когти сочли когтями гигантского панголина или муравьеда. В 1880-х годах французский палеонтолог Анри Фильоль отнёс эти когти к остаткам животного, известного из этого местонахождения и к тому времени уже получившего название Chalicotherium.
Ископаемые остатки халикотериев редко встречаются даже в таких местах, где другие таксоны сходного размера представлены хорошо, и это указывает, что животные были преимущественно одиночными, и в противоположность лошадям, носорогам и бронтотериям, никогда не превращались в виды, ведущие стадный образ жизни. Многочисленные остатки халикотериев известны только из местонахождений Agate Springs Quarry и Morava Ranch Quarry (США, Небраска) и нескольких мест в Европе. Лишь два вида халикотериев известны по полным скелетам: представитель шизотериин Moropus из раннего миоцена Северной Америки и представитель халикотериин Anisodon из среднего миоцена Европы. Ископаемые остатки других видов варьируют от очень фрагментарных до довольно полных. Несмотря на фрагментарность, ископаемые остатки этих животных определяются достаточно легко благодаря характерным особенностям строения.

## Классификация
Около 15 родов, известны из кайнозойских отложений Европы, Азии, Африки и Северной Америки.
Подсемейство Chalicotheriinae:
- †Anisodon — Анизодон (поздний миоцен, Европа)
- †Butleria
- †Chalicotherium — Халикотерии (миоцен — ранний плиоцен, Европа и Африка)
- †Nestoritherium — Несторитерий (поздний плиоцен — ранний плейстоцен, Азия)

Подсемейство Schizotheriinae:
- † Ancylotherium — Анкилотерий (поздний миоцен — ранний плейстоцен, Европа, Азия, Африка)
- † Borissiakia — Борисякии (поздний олигоцен, Азия)
- † Chemositia — Хемосития (Африка, часто не считается валидным родом)
- † Kalimantsia — Калиманция (поздний миоцен, Европа)
- † Limognitherium — Лимогнитерий
- † Lophiaspis — Лофиаспис
- †Metaschizotherium (ранний-средний миоцен, Европа, фрагментарные остатки в Азии)
- † Moropus — Моропусы (ранний-средний миоцен, Северная Америка)
- †Phyllotillon (миоцен, Азия)
- † Tylocephalonyx — Тилоцефалоникс (миоцен, Северная Америка)

## В культуре
- Два рода халикотериевых показаны в сериале «Прогулки с чудовищами»: халикотерий в серии «Земля гигантов» и анцилотерий в серии «Ближайший родственник».
- В эпизоде одной из серий мультфильма «Ледниковый период» показан халикотерий, страдающий от расстройства желудка.
- В серии книг «Я познаю мир» издательства «АСТ» в книге «Мир загадочного» (2001 год издания) халикотерий назван «челикотер» и указан как возможный прообраз криптида «медведь нанди».[11]
- Креационисты часто обвиняют эволюционистов, что они упрощают эволюционный ряд лошадей, в том числе не включают в него халикотериев[12], хотя эти звери не принадлежат к семейству лошадиных.